# Chaetopsis duplicata
Chaetopsis duplicata är en tvåvingeart som beskrevs av Johnson 1921. Chaetopsis duplicata ingår i släktet Chaetopsis och familjen fläckflugor. Inga underarter finns listade i Catalogue of Life.